# Virgile Bayle
Pour les articles homonymes, voir Bayle.
Virgile Bayle, né le 1er septembre 1971 à Valence, dans la Drôme, est un acteur français. Il est connu pour son rôle du docteur Guillaume Leserman dans la série Plus belle la vie de 2005 à 2017 puis 2022.

## Biographie
Après ses études au Conservatoire national supérieur d'art dramatique de Paris, Virgile Bayle joue en 1994 dans un téléfilm intitulé Le Nid tombé de l'oiseau réalisé par Alain Schwarzstein. Il s'essaie également au théâtre dans plusieurs pièces. Il joue dans le téléfilm Les Filles du maître de chai, le rôle de François (sorti en 1997). Il aura ensuite en 1999 un grand rôle dans La Bicyclette bleue aux côtés de Laetitia Casta où il incarne Laurent d’Argilat.
Après quelques autres apparitions dans quelques téléfilms, il tombe malade. Atteint d'une myélite, il doit arrêter les tournages. Endetté, il s'exile alors au Japon. À son retour en 2005, il projette de changer de métier, et au moment où il appelle son agent pour le prévenir, celui-ci lui annonce qu'il y a un casting pour un rôle dans le feuilleton marseillais Plus belle la vie. Jusqu'en février 2017, il y joue le rôle de Guillaume Leserman aux côtés de Thibaud Vaneck. Date à laquelle il décide de quitter définitivement le feuilleton Plus belle la vie, avant un bref retour fin 2022 à l'occasion de l'arrêt de la série.

### Vie privée
Virgile Bayle est père de deux enfants, un né le 20 août 1997, et Tom né en août 2010.

## Théâtre
- 1997 : Cyrano de Bergerac d'Edmond Rostand, mise en scène Jérôme Savary, Théâtre national de Chaillot
- 1999 : L'Avare de Molière, mise en scène Jérôme Savary, Centre national de création d'Orléans, Théâtre national de Chaillot
- 2000 : L'Avare de Molière, mise en scène Jérôme Savary, Théâtre des Célestins

## Filmographie

### Télévision

#### Séries télévisées
- 1999 : La Crim' : Malekian (saison 1, épisode no 2 : Mort d'un peintre)
- 2000 - 2001 : Le Lycée : Mathieu Baumgartner (18 épisodes)
- 2002 : Femmes de loi : Olivier, avocat et amant d'Elizabeth Brochène (saison 3, épisode no 5 : A bout de force)
- 2003 : Léa Parker (saison 1, épisode no 4 : Casino clandestin)
- 2003 : Sous le Soleil (saison 8 l'agresseur de l'infirmière Maryline)
- 2003 : Dock 13 : Paul
- 2004 : Quai n° 1 : Jacky (saison 7, épisode no 3 : Amie amie)
- 2005 : Diane, femme flic : Simon Jouanet, professeur d'économie (saison 3, épisode no 4 : Jeune fille en crise)
- 2005 - 2017, 2022 : Plus belle la vie : Guillaume Leserman

#### Téléfilms
- 1995 : Les Feux de la Saint-Jean : François
- 1995 : Le Nid tombé de l'oiseau : Thomas Perrot
- 1997 : Les Filles du maître de chai : François
- 1997 : La Bastide blanche : Justin
- 2000 : La Bicyclette bleue : Laurent d'Argilat
- 2008 : Bébé à bord : Luc
- 2012 : À la recherche du droit (court-métrage) de Virgile Bayle et Jason Roffé : Juge Goll

### Cinéma
- 2000 : Les Gens qui s'aiment de Jean-Charles Tacchella : Le petit ami de Winnie

### Réalisateur
- 2012 : À la recherche du droit avec Jason Roffé